# گوست رایدر (بازی ویدئویی)
گوست رایدر (به انگلیسی: Ghost Rider) عنوان یک بازی ویدئویی در ژانر اکشن که براساس یک کمیک به همین نام ساخته شده است. این بازی در فوریه ۲۰۰۷ کمی قبل از اکران فیلم گوست رایدر توسط 2کی گیمز برای پلی استیشن ۲ و پی اس پی و گیم بوی عرضه شد.

## گیم پلی
روند بازی و سبک کنترل آن شباهت زیادی به سری بازی‌های شیطان هم می‌گرید و خدای جنگ دارد.
نسخه گیم بوی آن با دو نسخه دیگر کاملاً متفاوت است.
پس از اینکه که بازیکن یک بار بازی را به انتها برساند، می‌تواند برای بار دوم با شخصیت بلید و گوست رایدر 2099 بازی کنید.

## بازخورد ها
نسخه پلی استیشن ۲ و پلی استیشن همراه نقد های متوسطی دریافت کرد. ولی نسخه گیم بوی ادونس با تحسین معتقدین همراه بود.